# Francisco Zuela
Francisco Zuela, född 3 augusti 1983 i Luanda, Angola, är en före detta angolansk back. Han spelade i Angolas herrlandslag i fotboll åren 2005–2006 och 2009–2012. Zuela avslutade fotbollskarriären 2015. Då spelade han i  portugisiska laget CD Trofense.